# Krocínova kašna

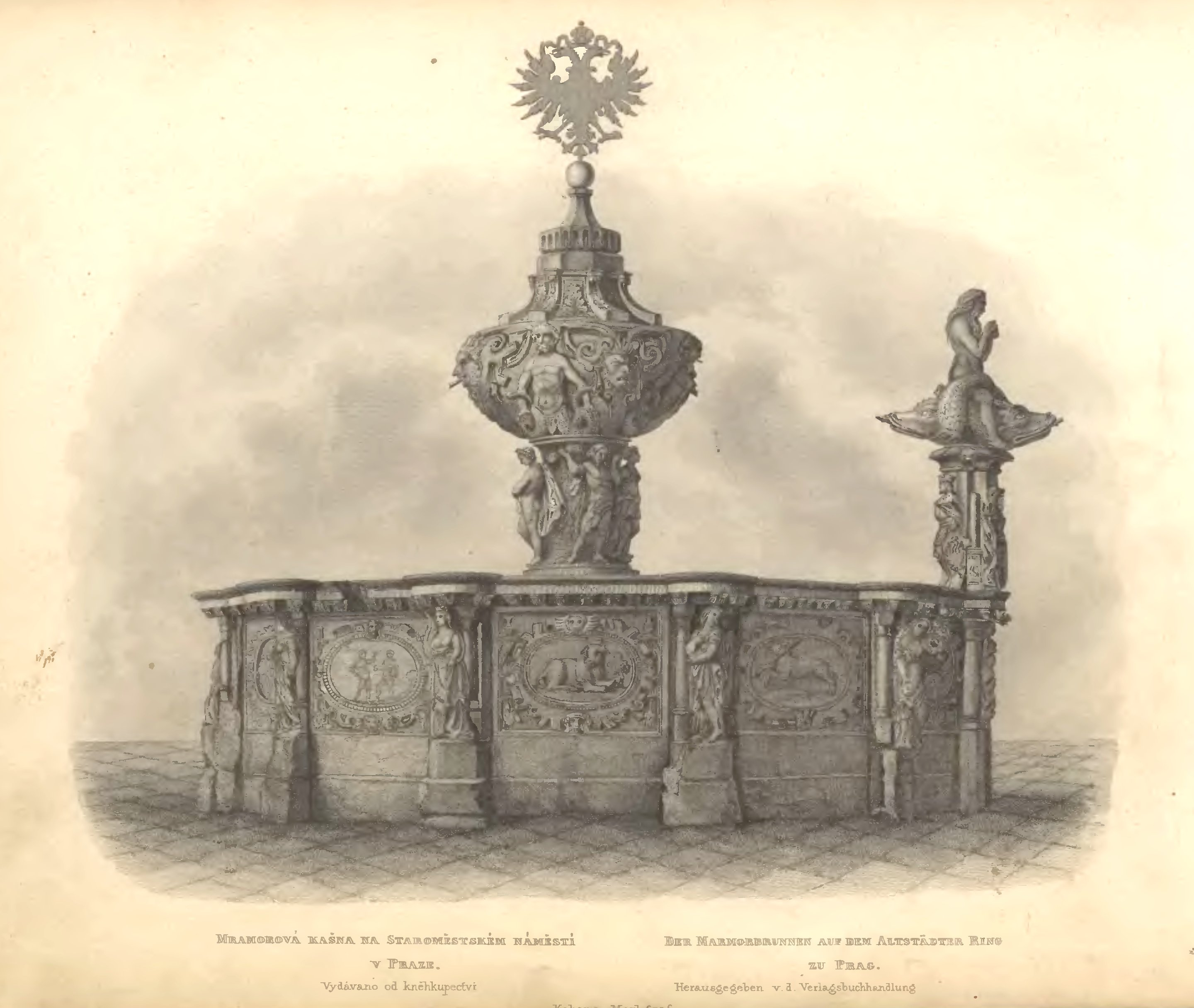
Krocínova kašna na kresbě z poloviny 19. století

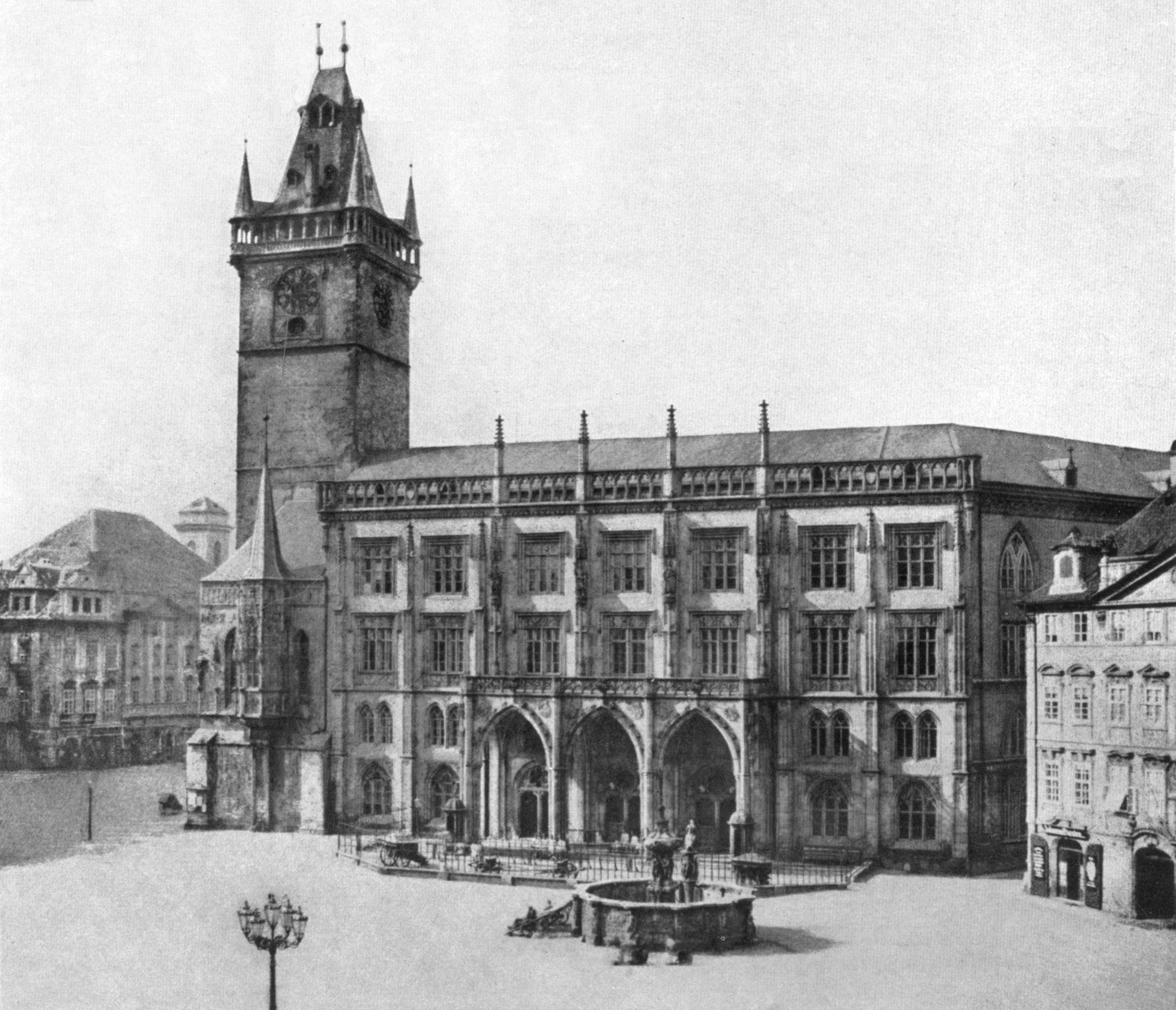
Staroměstské náměstí na fotografii Andrease Grolla z roku 1856, Krocínova kašna v popředí

Krocínova kašna byla kašna na Staroměstském náměstí v Praze. Byla vybudována v letech 1591 až 1596 na popud purkmistra Václava Krocína staršího z Drahobejle. Postupem času chátrala, již počátkem 17. století bylo reklamováno, že mramor propouští vodu, pravděpodobně byly spáry špatně vymazané. Větší opravy se odkládaly kvůli velké finanční náročnosti. Navzdory své umělecké a historické hodnotě kašna byla roku 1862 rozebrána. Sochy a stovka dalších fragmentů byly později soustředěny v Lapidáriu Národního muzea.

## Stavba

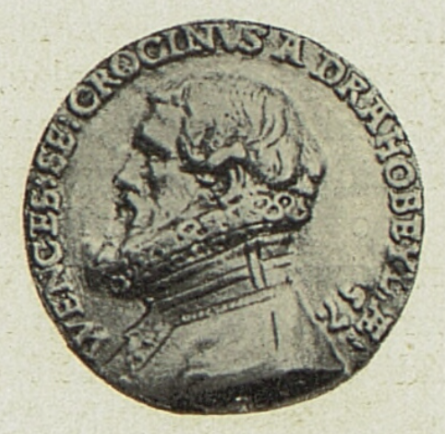
Pražský purkmistr Václav Krocín starší z Drahobejle na minci z roku 1589

Se stavbou se započalo roku 1591 z podnětu purkmistra Václava Krocína staršího z Drahobejle, krátce poté, co byla dokončena rekonstrukce staroměstské vodárny po požáru v roce 1582. O autorovi ani průběhu stavby není mnoho informací. Vytvořili ji z  načervenalého Slivenecckého mramoru dva mistři. Architektonickou část vystavěl pravděpodobně rudolfinský kameník Jindřich Beránek, zvaný Pražák. Zikmund Winter zaznamenal tohoto vynikajícího kameníka doby císaře Rudolfa II. ze zpráv v městských knihách od roku 1575, od roku 1582 byl staroměstským měšťanem a opravoval různé kašny. Zachovala se jeho písemná žádost o prominutí berně. Konšelé mu následně zaplatili za závazek, že kašnu bytelně postaví a že o ni i ostatní kašny na Starém Městě bude poctivě pečovat, nechť tedy daně platí. Sochařskou výzdobu provedl neznámý mistr, jehož kamenická značka- merka s iniciálami LW se dochovala na středním sloupu. Dále je známo, že během stavby základů se zbortila jedna stěna a zasypala pět dělníků, z nichž jeden zahynul. Podle pověsti stála stavba jen o groš méně než Karlův most.

## Popis
Kašna stála při východní straně Staroměstské radnice. Byla vybudována z hnědočerveného sliveneckého mramoru a skládala se ze čtyř částí: stupňovtého podnoží, nádrže ve tvaru 13bokého dutého hranolu, středního sloupu pro vodotrysk a bočního sloupu pro vodovod na straně k radnici.
Těleso kašny tvořilo třináct mramorových desek po obvodu, mělo výšku 180 cm a šířku 160 cm. Na dvanácti z nich byly oválné reliéfy se znameními zvěrokruhu. Na hranách mezi deskami a polosloupky stály alegorické ženské postavy, ztělesňující křesťanské a občanské ctnosti. Horní desky byly profilované odstupněnou římsou. Voda se z kašny nabírala především z předsunuté vany, do níž proudila tlamou sochy delfína, a z vnitřní strany kašny tlamičkami dvanácti figurek žab.
Důmyslný systém vodovodu vedl vodu ve třech patrech pod sebou a proti sobě.
Střední sloup je vyzdoben sochami čtyř římských bohů, reprezentujících Čtyři živly přírody: Vulkán či Jupiter zastupuje Oheň, Neptun symbolizuje Vodu, bohyně Héra symbolizuje Vzduch, a bohyně dobré úrody Pomona s rohem hojnosti v rukou a s věncem z ovoce na hlavě představuje Zemi. Na horní kuželce je osm pasů s polofigurami čtyř vodních panen (néreovny) střídajících se se čtyřmi vodními polobohy, kteří chrlili vodu z otevřených úst obloukem dolů. Nad nimi původně byly čtyři pilastry se lvími hlavičkami a na vrcholu snad stála socha boha Tritona, která se však v následujícím století či během válek ztratila a po polovině 18. století již byla nahrazena plechovou korouhví s dvojhlavým rakouským orlem. Proti těmto chrličům směřovaly vzhůru proudy vody z tlamiček žab, umístěných na vnitřní straně vany kašny vždy v rozích.
Erbovní sloup na boku kašny zdobila na vrcholu socha Neptuna, sedícího obkročmo na dvojici proti sobě obrácených tryskajících delfínů, a držícím v pravici trojzubec. Pod delfínem byl umístěn štít se znakem královského hlavního města Prahy, erb purkmistra Krocína a na opačné straně sloupu socha Krocínova křestního patrona, svatého Václava v plátové zbroji a s insigniemi knížete (čepice, štít s přemyslovskou orlicí). Tím byla zároveň vyzdobena třináctá hrana nádrže.

## Další osudy

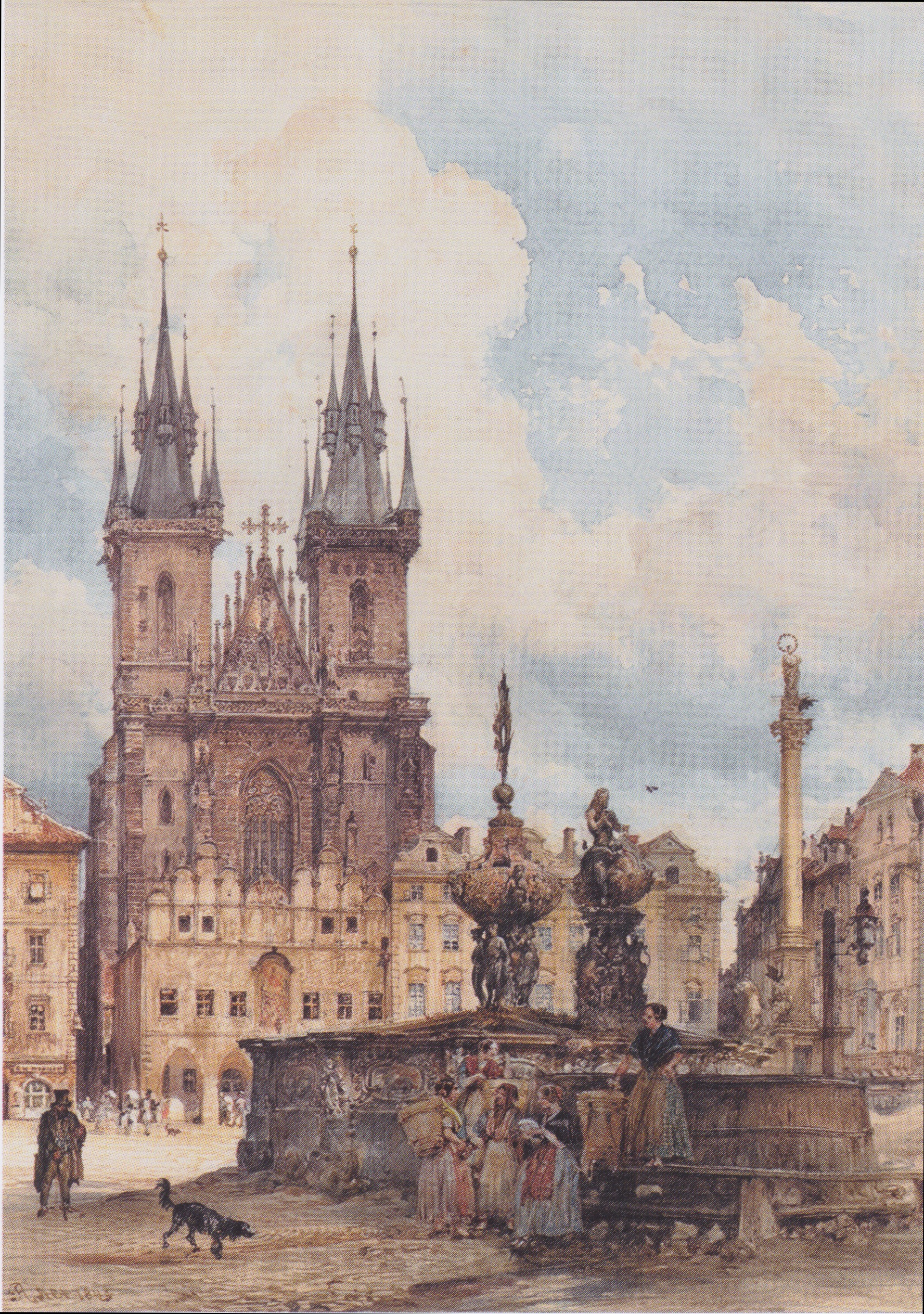
Kašna na akvarelu Rudolfa Alta

Červený mramor byl zvolen pro svou krásu, lokální dostupnost v pražském okolí a možnost snadného opracování; jeho nevýhodou ale bylo, že byl podél žil prostupný a rychle zvětrával. V roce 1598 byla vydána nařízení pro správce vodárny (rourníka), aby o kašnu pečoval – zajistil dostatek vody, čistil trubky, vyprazdňoval před zimou a včas hlásil městské radě všechny závady, které by vyžadovaly větší opravu. Roku 1614 začala kašna protékat. Technický stav se postupně zhoršoval, takže v roce 1796 už neudržela žádnou vodu. V letech 1837–38 vypracoval purkmistr Petr rytíř ze Sporschilů návrh na opravu, ale pro velké náklady k ní nedošlo.
V 50. letech 19. století se začalo diskutovat o dalším postupu. Profesor Jan Erazim Vocel roku 1853 na dotaz městské rady informoval, že kašna má velkou historickou cenu a doporučil, aby byla obnovena a případně postavena jinde. Přemístění ale nepovolilo místodržitelství, podle něhož mají památky zůstat na původním místě. O tři roky později se rada k problému vrátila. Profesor Vocel tehdy doporučil kašnu rozebrat, přemístit na vhodnější místo na Staroměstském náměstí a tam znovu vybudovat; náklad na tuto operaci byl podle jeho názoru asi 500 zlatých. Řemeslník, který mu tuto částku vypočetl, ji ale při dalším jednání vzal zpět jako příliš nízkou a tato možnost padla. Další možností bylo, ponechat kašnu na původním místě a provést nutné opravy. Jejich cena byla asi 2 800 zlatých (případně alespoň 1 400 zlatých za instalaci mříží), což by neschválilo zastupitelstvo. Zůstalo tedy při starém.
23. května 1862 rozhodla městská rada o využití materiálu z Krocínovy kašny pro vybudování vodotrysku na jiném místě v Praze. S rozebíráním se začalo 28. května, 8. června bylo postaveno lešení k sejmutí soch. Profesor Vocel proti tomu protestoval u místodržitelství, které v ostré odpovědi pražské městské radě připomnělo, že došlo k porušení zákonů i předchozích rozhodnutí a nařídilo kašnu obnovit podle možností na vhodném místě. Městská rada se odvolala k ministerstvu, které potvrdilo, že rozebrání bylo nezákonné, ale z praktických důvodů již netrvalo na obnově. Materiál byl proto postupně odvezen. Sochy ze středního pilíře a několik zlomků obvodového obkladu se díky iniciativě Umělecké besedy zachovalo pro Národní muzeum, městský znak byl umístěn nad bránu tehdy budované plynárny na Žižkově, část kamenů byla odvezena do obecního dvora a zbytek byl zabudován do základů této budovy.. Asi jedna čtvrtina kamenné hmoty zůstává stále nezvěstná.
V roce 1895 se plánovala stavba fontány před Rudolfinem a jako jedna z možností se diskutovala obnova Krocínovy kašny. Tato alternativa ale byla zamítnuta, protože:
- Zachovalo se málo zlomků; zatím nebylo možno celou kašnu obnovit (verze obnovená před rokem 1911 nepočítala s početnými později získanými nálezy ze zbořené plynárny).
- Užitý červenohnědý mramor poměrně rychle podléhá zkáze; nová kašna by za 100 až 200 let podlehůla zkáze jako původní
- Stavba kopie z jiného materiálu by se velmi odlišovala od původního vzoru; než provádět takto rozsáhlou změnu, je lepší vytvořit zcela nezávisle nové dílo.[5]

Roku 1898 bylo několik soch umístěno v nové budově městského muzea.
V letech 1915–16 vytvořil sochař Bohumil Vlček ve spolupráci s profesorem Václavem Sixtou kopii na základě původních nákresů a popisů.
V roce 1932, po zbourání plynárny, bylo uskutečněno pátrání po zazděných zbytcích kašny. Přitom pomohly zápisy architekta Wiehla, který během stavby zaznamenal, ve kterých místech byly jednotlivé kameny použity. Hledání bylo úspěšné, podařilo se získat přes 60 fragmentů stavebních dílů, tři fragmenty znamení Zvěrokruhu a dvě torza soch Ctností, které byly převezeny do depozitáře Národního muzea, ale nebyly již zasazeny do kašny.
Třetinová část kašny je vystavena ve 3. sále Lapidária Národního muzea.

## Okolí
- Blízko kašny stávala od středověku klec, v níž se pro veřejnou ostudu ukazovali provinilci.
- Do kašny se také za trest namáčeli nepoctiví pekaři. Oba tresty zrušil Josef II.[9]